# Joachim Ramdohr
Joachim Ramdohr (* 26. August 1587 in Ermsleben; † 20. Juni 1667 in Aschersleben) war Bauherr und Mitglied im Magistrat der Stadt Aschersleben im 17. Jahrhundert.

## Leben

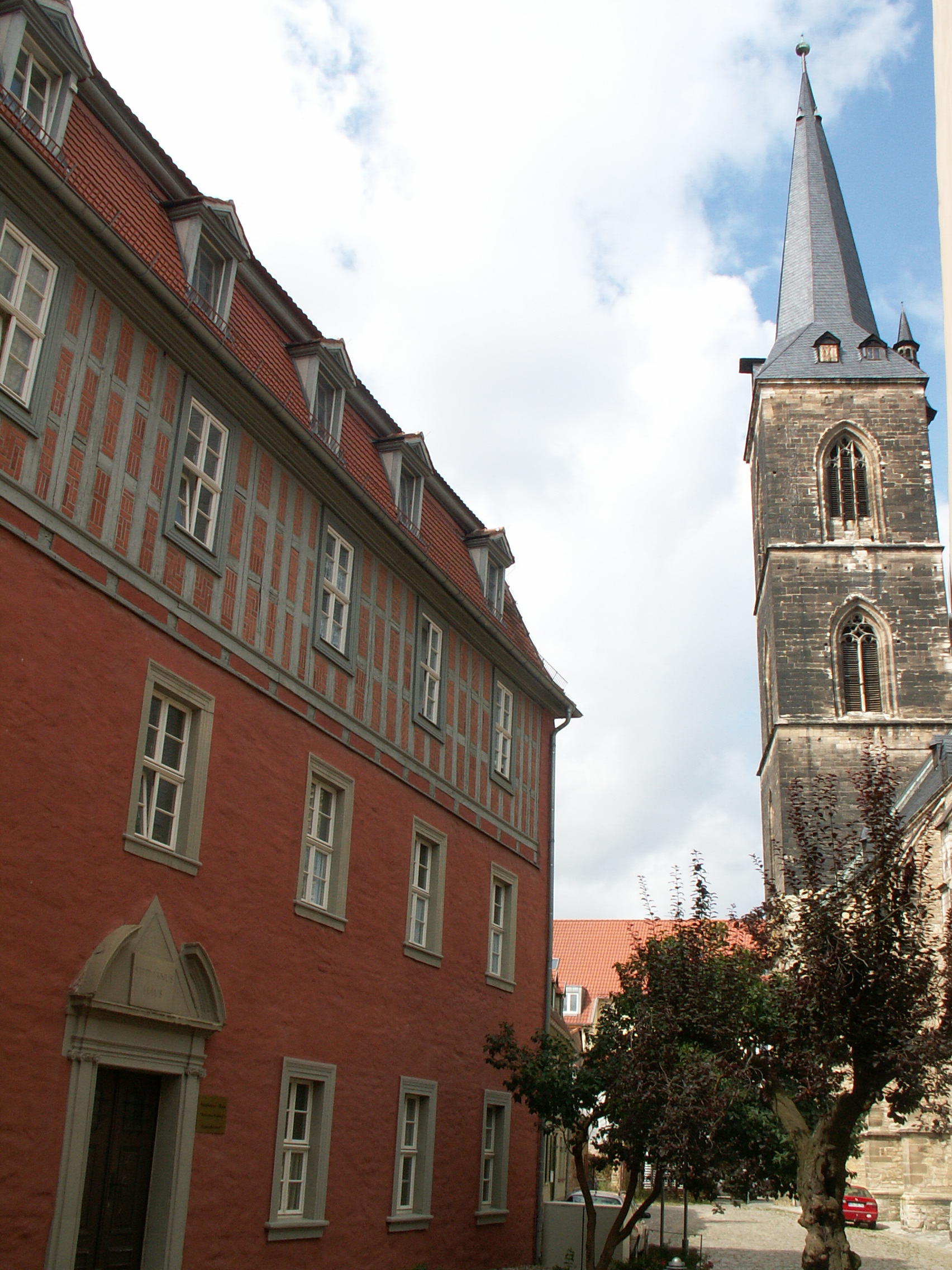
Ehemalige Lateinschule (li.) u. St. Stephani (re.)

Joachim Ramdohr besuchte die 1325 gegründete Lateinschule in Aschersleben (aus der das heutige Gymnasium Stephaneum hervorging). In seiner zielstrebigen Karriere brachte er es vom Ermslebener Bürgermeistersohn und Ackerbürger über eine Laufbahn als Handwerker, Sattler (1613) und begüterter Grundbesitzer bis zu einer Position als Würdenträger (1632 und 1634: Hofesherr in den Ratsakten von Aschersleben), Ratsverwandter, Magistratsmitglied und Bauherr. Von 1646 bis 1667 wurde er als „Weinherr, Bauherr und Unterbauherr“ achtmal in Folge in städtische Ehrenämter gewählt. Seine Präsenz in der Porträtserie einstiger Ascherslebener Magistratsmitglieder von 1660 (Galerie neben der Orgel von St. Stephani) belegt, dass er zur Zeit des Dreißigjährigen Kriegs an der „vorzüglichen Leitung der Stadt“ beteiligt gewesen sein muss. Er überlebte die meisten seiner zwölf Kinder und selbst den berühmten ältesten Sohn, den herzoglich-braunschweigischen Syndikus und Gesandten Andreas Ramdohr, um elf Jahre. Viele Nachkommen im mitteldeutschen Raum gehen auf ihn zurück, unter anderem der durch den Ramdohrstreit bekannt gewordene Jurist und Autor Basilius von Ramdohr.

## Vorfahren
Joachim Ramdohr entstammte dem traditionsreichen Ascherslebener Zweig der Familie Ramdohr (urkundlich erwähnt bereits im Jahre 1378 in einer Anklageschrift des Bischofs Albrecht von Halberstadt gegen die Bürgerschaft von Aschersleben wegen eigenmächtigen Errichtens der Stadtbefestigungen, welche von Ludwig Hänselmann veröffentlicht wurde).
Seine Urgroßeltern waren Andreas Ramdohr (* ca. 1490; † 31. Mai 1547?), Bürger und Leineweber in Aschersleben, und Magdalena, geb. Kreye(n) (* ca. 1500, Tochter des Andreas Kreyen und der Magdalena Tetzener bzw. Fetzner), die mehrere Kinder hatten, darunter die vermutlichen Großonkel Joachim Ramdohrs, einen Verwalter in Endorf, einen Bürger namens Joachim Ramdohr (* 1540; † vor 1614 Aschersleben; wohl Vater des Maurers Andreas Ramdohr (* 1557; ⚭ 1. Januar 1591 mit Anna Moring; † 20. November 1615), dessen Kinder fast sämtlich der Pest erlagen) und einen hypothetischen Bürger in Aschersleben Hans Ramdohr (* um 1525; ⚭ um 1550) als Stammvater der bekannten Ascherslebener Linien nach dem Schmied Hans Ramdohr (* um 1556; ⚭ um 1580; † 8. Juni 1618).
Der Großvater von Joachim Ramdohr war der im Dienst der Grafen von Mansfeld stehende Gerichtsschöffe des Amtes Arnstein, Andreas Ramdohr (* 1520 od. 1535 Aschersleben; † 1585? Ermsleben). Aus dessen Heirat in Ermsleben (ca. 1545?) mit Anna Fritzgen (* ca. 1525, Eltern: Andreas Fritzgen und Margarethe Kühn) entsprangen Valentin Ramdohr (1614 erwähnt als Taufzeuge), Anna Ramdohr (verheiratet am 7. April 1600 in Aschersleben; † 3. September 1611 ebenda) und Burchard Ramdohr, für den manche Quellen einen Adelstitel zitieren.
Burchard Ramdohr (* ca. 1556 in Aschersleben; † ca. 1630 in Ermsleben) war zwischen 1594 und 1628 insgesamt 24 Jahre lang Bürgermeister von Ermsleben und 1614 Ratskämmerer ebendort. Er war Gutspächter und Besitzer eines Lehens der Herren von Hoym und kaufte 1609 in Sinsleben zehn Morgen Land. Um 1586 heiratete er Margarethe Wilsenack (* 1565; † ca. 1617), später um 1619 Ursula Schulthesius († 8. März 1650, Aschersleben) und hatte 15 Kinder aus diesen zwei Ehen. Aus der ersten Ehe entsprangen in Ermsleben am 26. August 1587 Joachim Ramdohr sowie dessen nicht namentliche bekannte Schwester, die am 18. Oktober 1635 in Aschersleben verstarb, und aus der zweiten Ehe der Stammvater des Braunschweig-Wolfenbüttelschen Zweiges der Familie, der herzoglich braunschweigische Capitaine des Armes Andreas Ramdohr (* um 1617 in Ermsleben; † nach 1688, wohl in Braunschweig), der selbst wiederum 15 Kinder aus zwei Ehen in Braunschweig zeugte.

## Nachkommen

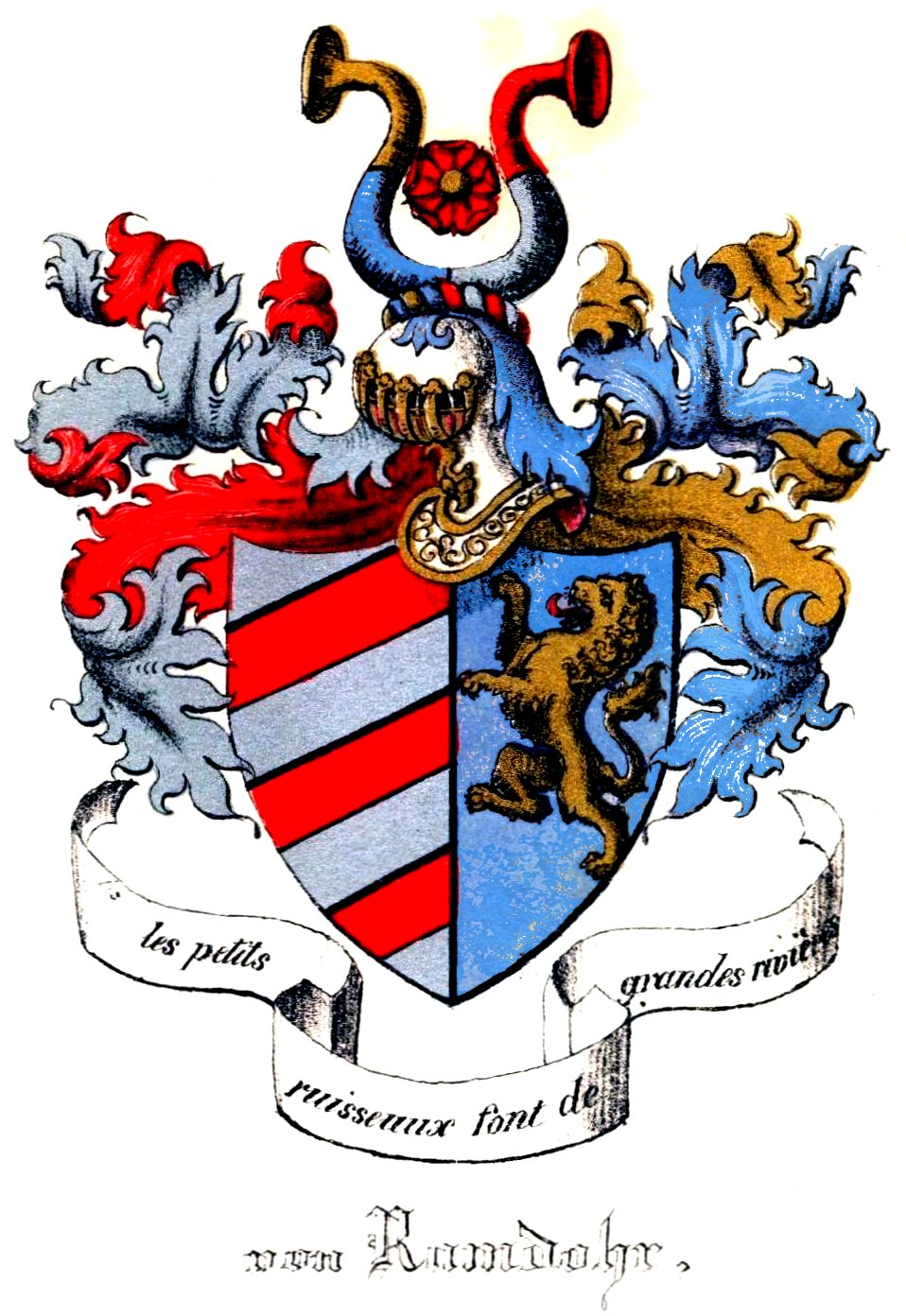
Wappen der Familie von Ramdohr, 1843

Joachim Ramdohr war insgesamt dreimal verheiratet, was die damalige Sterblichkeitsrate bei Frauen und v. a. Kleinkindern durch Pestepidemien und Kriegsfolgen drastisch veranschaulicht.
- Erste Heirat am 21. September 1612 mit Armgard Ebert (Eberdts?) (* 1598; † 23. Oktober 1627, Tochter des Ascherslebener Bürgers Martin Eberts[13] und der Agneta (Agnes) Schaden)[14]. Dieser Ehe entsprangen:
  - Andreas Ramdohr (1613–1656), Syndicus, Stammvater des kurhannoverschen Adelsgeschlechts „von Ramdohr“.
  - Margaretha (1614–1625)[15]
  - Burchardus (1617–1635)
  - Catharina (1620–1626)
- Zweite Heirat am 5. Mai 1628 in Aschersleben, mit Margaretha, Witwe des Daniel Bauermeister (sel. Relicta)[16] geborene Derling (* 1591; † 8. Januar 1657), Tochter des Ratskämmerers Salomon Derling († 3. Oktober 1617 Aschersleben)[17] und Enkelin des Bürgermeisters Gallus Derling (1521–1595).[18] Dieser Ehe entsprangen:
  - Agatha (1629–1631)
  - Margaretha (1630–1632)
  - Christina (1632–1633)
  - Barbara (* 8. April 1634–?)
  - Dorothea (* 8. April 1634; † 22. Juni 1708 in Aschersleben), ⚭ (1) 23. Mai 1654 m. Hieronymus Bruchmann (* 13. August 1624 Aschersleben; † 2. April 1667 ebenda), ⚭ (2) 5. November 1668 mit dem Bauherrn und Stadtvogt in Aschersleben, Salomon Richtering (* 9. März 1638 in Aschersleben; † 16. November 1695 ebenda);[19] Vorfahrin einiger Adliger der Geschlechter von Plotho, von Suter, von und zu Gilsa[20] sowie des Barons Christian von Fischer-Treuenfeld[21]
    - Anna Margaretha Bruchmann (1658–1688) ⚭ Daniel Müller (1647–1730), Pastor in Rathmannsdorf
      - Dorothea Elisabeth Müller (1686–1763) ⚭ Franciscus Wilhelm Bierdemann (1673–1751), war 1704 Pfarrer in Rathmannsdorf bei Stassfurt
        - Anna-Sophie Bierdemann (1710–1775) ⚭ Andreas Martin Baron von Fischer (1694–1761)
          - Johann Friedrich Eberhard Fischer (* 24. März 1742 in Stecklenberg; † 6. Juli 1798 in Aschersleben)
            - Theresia Weber von Fischer-Treuenfeld (1787–1851); ⚭ 1808 mit Julius von Haynau (1786–1853),
            - Christian von Fischer (1788–1870)
- Dritte Heirat am 6. Oktober 1657 in Aschersleben mit Maria Pflaume (* 8. Februar 1635, Tochter des Samuel Pflaume, einem Cousin des Ascanius Pflaume). Ihr entsprangen:
  - Margaretha (* 12. Juli 1658)
  - Maria (* 11. Dezember 1659)
  - Joachim (* 12. September 1662), ab 1695 Bürger in Wernigerode

## Porträt des Joachim Ramdohr 1656

Wappen des Joachim Ramdohr

Auf dem erwähnten, von Wulf Ernst Lindemeyer erschaffenen Ölgemälde ist Joachim Ramdohr mit rötlichem, schulterlangem Haar und ergrautem Kinnbart, in schwarzer Robe mit liegendem weißem großen Kragen nach Art eines Beffchen dargestellt. Links neben dem Porträt schwebt ein abgewandeltes, nur in Rot und Weiß gehaltenes Personalwappen. Unter einem schwarzen Turnierhelm zeigt der Schild (statt der Sparren und des Löwen im späteren Familienwappen) drei Weizenhalme zwischen bedachten Rundtürmen, was beides auf Joachims berufliche Tätigkeiten (Acker- und Bauherr) hinweist. In Übereinstimmung mit dem allgemein üblichen Ramdohrschen Familienwappen stehen jedoch die aus Helmwulst und Helmdecke erwachsenden, übereck geteilten Büffelhörner und die rote Rose zwischen diesen, die sich sonst auf keinem der Gemälde der Porträtserie in der Stephanikirche finden lassen, jedoch sehr wohl in fast identischer Form im Wappen des Sohnes Andreas Ramdohr von 1653 vorkommen. Aus der unter dem Wappen gezeigten Altersangabe (Aetatis suae 69) lässt sich auf das Jahr 1656 als Entstehungsjahr des Porträts schließen (In einem um 1925 in der Zeitungsbeilage „Die Heimat, Monatsblätter für das Eine- , Leine- , Wipper- und Selketal und für die Seeortschaften“ veröffentlichten Versuch der Identifikation der porträtierten Ratsherren in der Aschersleber Stephanikirche wurde das Wappen dem Ratskämmerer Balthasar Büstorff zugeordnet).

## Wissenswertes aus der Aschersleber Geschichte
- In der von dem Maler Wulf Ernst Lindemeyer (* 1601; † um 1663)[24] um 1660 gemalten Porträtserie von Aschersleber Magistratsmitgliedern (zu sehen in der Stephanikirche) fehlt der Schultheiß Valentin Drosihn, der sich seiner sehr großen Nase schämte und darum auf eine Porträtierung verzichtete.[2]
- Joachim Ramdohrs mit Armgard Ebert am 21. September 1612 begangene Hochzeit ist in des Bräutigams Haus in der Breiten Straße abgehalten worden.
- Laut einem Schreiben vom 5. Februar 1666 fiel Ramdohrs Haus in der Breiten Straße, neben 31 weiteren Häusern, einem vierstündigen Großfeuer am 3. November 1665 zum Opfer, weswegen er als Hilfe in Form eines Brandbriefs zwölf Taler vom Rat der Stadt Braunschweig erhielt, der sein verstorbener Sohn Andreas Ramdohr zuvor langjährige gute Dienste geleistet hatte.[25]
- In der „Acker-Profession“ (Deklaration des Ackerbesitzes) von 1666, nach der Joachim Ramdohr einen für die damalige Zeit bedeutenden Besitz hatte, findet sich die fehlerhafte, aber eigenhändige Unterschrift: Ramdhor[26]